# Herbert von Böckmann
Herbert Adolf Wilhelm Erich Adalbert von Böckmann (* 24. Juli 1886 in Bremen; † 10. März 1974 in Baden-Baden) war ein deutscher General der Infanterie im Zweiten Weltkrieg.

## Leben
Seine Eltern waren der preußische Generalleutnant Alfred von Böckmann und dessen Ehefrau Klara, geborene von Wersebe.
Böckmann trat am 14. März 1905 als Fähnrich in das 1. Badische Leib-Grenadier-Regiment Nr. 109 der Preußischen Armee in Karlsruhe ein und avancierte bis Mitte August 1906 zum Leutnant. Vom 1. Oktober 1913 bis 31. Juli 1914 war Böckmann zur weiteren Ausbildung an die Kriegsakademie in Berlin kommandiert. 
Nach Ausbruch des Ersten Weltkriegs kommandierte man ihn zur Fliegerschule Döberitz und verwendete Böckmann ab 11. August 1914 als Flugzeugführer bei der Feldflieger-Abteilung 8. In dieser Funktion wurde er am 28. November 1914 Oberleutnant. Böckmann kehrte am 21. August 1915 zu seinem Stammregiment zurück und kam als Kompanieführer an die Ostfront. Dort teilte man ihn am 13. Oktober 1915 dem Oberkommando der Njemen-Armee zu und verwendete ihn zwei Tage später als Ordonnanzoffizier beim Stab der Gruppe Mitau. Als Hauptmann (seit 22. März 1916) folgte am 31. August 1916 die Versetzung zum Generalstab des I. Reserve-Korps sowie am 7. Dezember 1916 in derselben Funktion zur 216. Infanterie-Division. Wechselweise war Böckmann dann in verschiedenen Generalstäben tätig, zuletzt seit 31. Mai 1918 in der Politischen Abteilung des Feldheeres. Für sein Wirken während des Krieges hatte man ihn mit beiden Klassen des Eisernen Kreuzes, dem Ritterkreuz II. Klasse des Ordens vom Zähringer Löwen mit Schwertern, dem Ritterkreuz des Greifenordens sowie dem Österreichischen Militärverdienstkreuz III. Klasse mit der Kriegsdekoration ausgezeichnet.
Nach Kriegsende kam er am 1. Dezember 1918 zum Stab der Baltischen Landwehr. Ende Februar 1919 schied er von dort und schloss sich als Kompaniechef zunächst dem Freikorps Potsdam, dann dem Freikorps Hülsen an. Am 1. Oktober 1920 wurde Böckmann in die Reichswehr übernommen und als Kompaniechef im Infanterie-Regiment 9 verwendet. Dann folgte am 31. Oktober 1921 seine Versetzung zum Stab des Gruppenkommandos 1 nach Berlin sowie am 17. November 1922 in das dortige Reichswehrministerium. Viereinhalb Monate später gehörte Böckmann bis 4. September 1925 dem Stab des Infanterie-Führers I an. Anschließend war Böckmann als Kompaniechef im 14. (Badisches) Infanterie-Regiment tätig. Man beförderte ihn am 1. Februar 1929 zum Major und versetzte ihn einen Monat später als Referent in die Heeres-Abteilung (T 1) des Reichswehrministeriums. Hier verblieb Böckmann bis zu seiner Versetzung am 1. Oktober 1932 zum Stab der 3. Division. Am 1. Juni 1933 wurde er dann Oberstleutnant und als solcher vom 1. September 1934 bis 14. Oktober 1935 Chef der Ausbildungs-Abteilung im Reichswehr- bzw. Reichskriegsministerium. Zwischenzeitlich am 1. Juni 1935 zum Oberst befördert, erfolgte anschließend die Ernennung zum Kommandeur des Infanterie-Regiments 2. Böckmann fungierte ab 3. November 1938 als Chef des Generalstabes des I. Armeekorps und wurde in dieser Funktion am 18. Januar 1939 Generalmajor.
Vor dem Beginn des Zweiten Weltkriegs war Böckmann kurzzeitig vom 23. August bis 2. Oktober 1939 Chef des Generalstabes der 3. Armee, wurde dann Chef des Generalstabes des Grenzabschnitt-Kommandos Nord und schließlich am 26. Oktober 1939 Kommandeur der 11. Infanterie-Division. 
Böckmann führte die Division in der Folgezeit während des Westfeldzuges und als Generalleutnant (seit 1. August 1940) im Krieg gegen die Sowjetunion. Er erhielt am 4. Dezember 1941 das Ritterkreuz des Eisernen Kreuzes und wurde vom 26. Januar bis 9. März 1942 in die Führerreserve versetzt. Anschließend beauftragte man ihn mit der Führung des L. Armeekorps und am 19. April 1942 folgte seine Beförderung zum General der Infanterie. Man berief Böckmann am 20. Juli 1942 von seinem Posten ab und versetzte ihn abermals in die Führerreserve.
Der Chef des Heeres-Personalamtes Rudolf Schmundt schlug Hitler am 31. Januar 1943 die Entlassung des Generals mit der Begründung vor, dass Böckmann sich mit den Erfordernissen der heutigen Zeit nicht abfinden könne. Daraufhin erfolgte am 31. März 1943 seine Verabschiedung und Entlassung aus dem aktiven Dienst.